# Abor & Tynna
Abor & Tynna são um duo musical austríaco de música pop, hip-hop e eletrónica constituído pelos irmãos Attila e Tünde Bornemisza. A dupla representou a Alemanha no Festival Eurovisão da Canção de 2025 com a canção «Baller».

## História
Filhos de emigrantes húngaros, nasceram e cresceram no seio de uma família de artistas. O seu pai, Csaba Bornemisza, é violoncelista da Filarmónica de Viena, a orquestra da Ópera Estatal de Viena, desde 1993.
Em 2016, Abor & Tynna gravaram a sua primeira canção juntos. Em 2024, actuaram como banda de apoio na digressão da cantora alemã Nina Chuba. Em 2025, candidataram-se com sucesso ao Chefsache ESC 2025 - Wer singt für Deutschland?, a seleção nacional alemã para o Festival Eurovisão da Canção, com a música Baller, de seu álbum de estreia Bittersüß, que foi transmitido pela ARD . Foram selecionados pelo júri para a fase preliminar, semi-final e final e venceram a votação televisiva dos restantes cinco finalistas a 1 de março de 2025 com 34,9% dos votos.

## Discografia

### Álbuns
- 2025 – Bittersüß

### Singles
- 2020 – Anti Ally
- 2022 – Winx Club
- 2023 – Coco Taxi
- 2024 – Plattenpräsident
- 2024 – Küsschen
- 2024 – Mama
- 2024 – Guess What I Like
- 2024 – Seifenblasen
- 2025 – Baller